# Saint Goustan
Saint Goustan ou Saint Gulstan, est un saint chrétien converti par Félix de Rhuys. Il repose en Bretagne, comme son maître, dans l’église abbatiale de Saint-Gildas-de-Rhuys. Une plaque au-dessus de son sarcophage mentionne « Sti Gulstani sepulchrum ».

## Histoire
La conversion aurait eu lieu à Ouessant lorsque Félix s’y était retiré. Capturé par des pirates en Bretagne insulaire, Goustan leur avait servi de mousse. Abandonné blessé sur l’île, il fut peut-être libéré sur demande de Félix. Il aurait rejoint celui-ci, en tant que frère convers, en 1008 lorsqu’il vint restaurer l'abbaye de Rhuys, puis il fut fait moine. La communauté de Rhuys ayant établi un monastère à Beauvoir dans le Poitou, Goustan y aurait séjourné. Au cours de son voyage par mer, il aurait fait halte sur la côte du Croisic, peut-être à cause d’une tempête. Une légende raconte que, pour son confort, le rocher sur lequel il voulut se reposer se ramollit. La chapelle Saint-Goustan y rappelle son passage, bâtie dit-on sur ce rocher.
Il aurait, selon les versions, effectué un voyage en Palestine, accompagnant Rioc de Rhuys. Il aurait aussi séjourné un temps à l’île de Hoëdic, autorisé par Félix, avec un certain Budic comme compagnon. Il y fonde un ermitage. C’est en 1040 qu’il serait mort au prieuré de Beauvoir-sur-Mer, un  27 novembre.
Souvent représenté tenant un poisson à la main, saint Goustan est le patron des marins et des pêcheurs, comme le témoigne cette ronde chantée par les femmes des marins du Croisic : « Saint Goustan, notre ami, ramenez nos maris. Saint Goustan, notre amant, ramenez nos parents ». Il est fêté le 27 novembre.

## Culte de Goustan
- Dans le diocèse de Vannes :

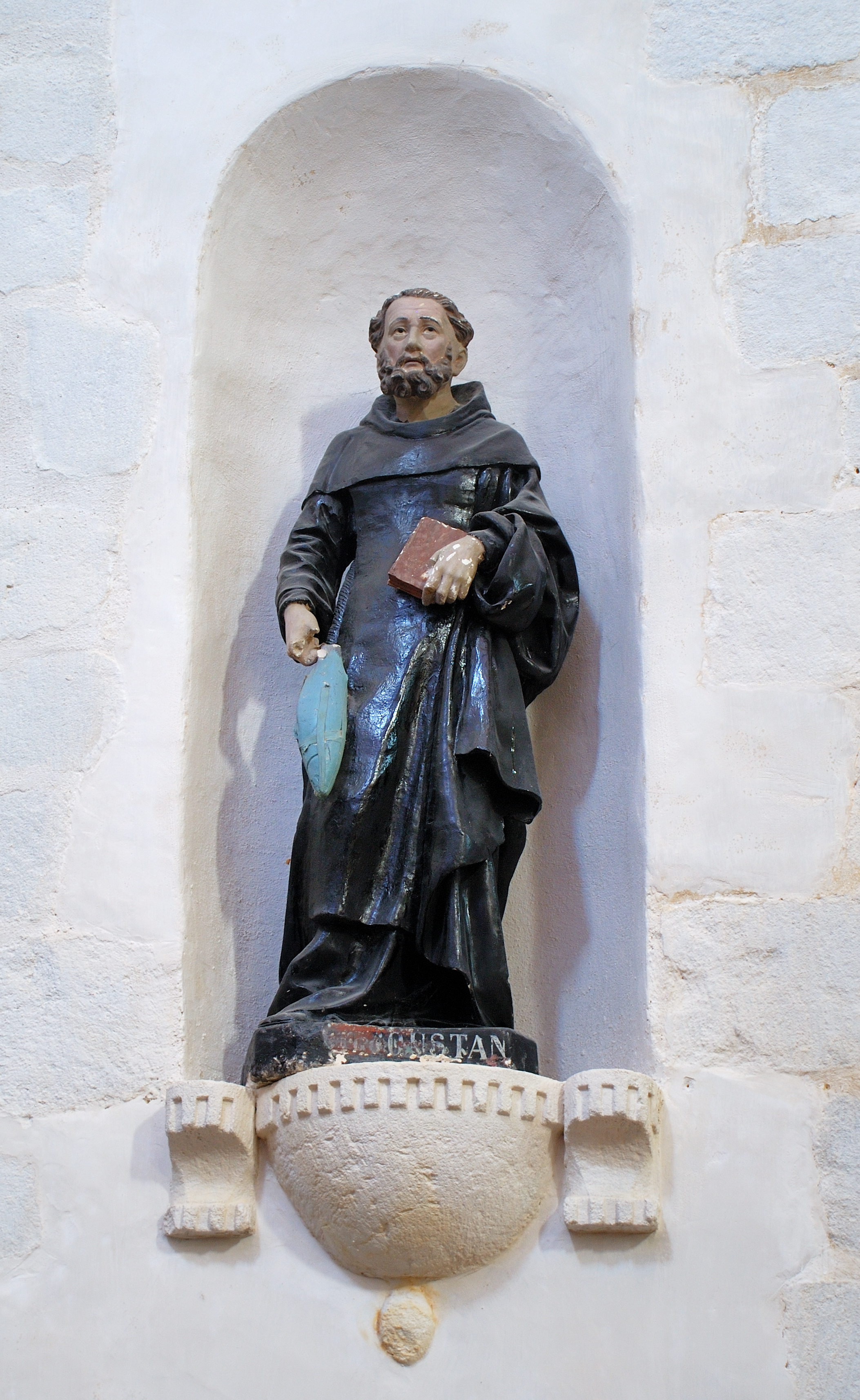
Statue de saint Goustan, abbaye Saint-Gildas de Rhuys.

  - Auray, éponyme du faubourg et du port de Saint-Goustan ;
  - Hoëdic, patron de l’église ;
  - Houat, statue dans l’église ;
  - Quistinic, lieu-dit ;
  - Saint-Gildas-de-Rhuys, ancien patron de l’église, tombeau et reliquaire ;
  - Theix, lieu-dit.
- Dans le diocèse de Nantes :
  - Herbignac Saint-Lyphard, lieu-dit ;
  - Le Croisic, chapelle.

## Hagiographie

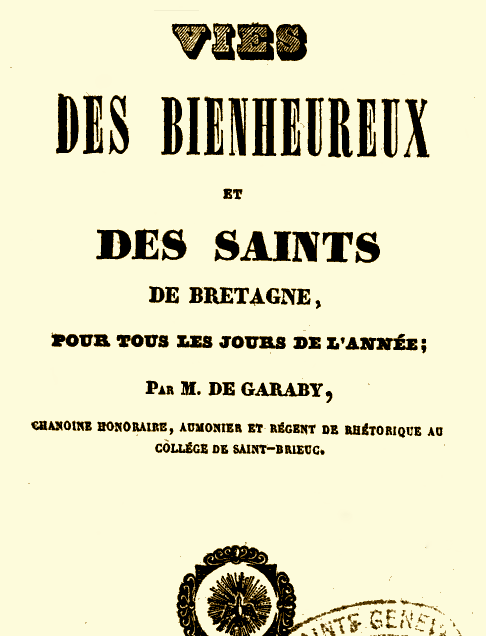
Page de garde des Vies des bienheureux et des saints de Bretagne, pour tous les jours de l'année de Malo-Joseph de Garaby.

Malo-Joseph de Garaby décrit en détail la vie de saint Gulstan dans son livre publié en 1839 : Vies des bienheureux et des saints de Bretagne, pour tous les jours de l'année.

« Des pirates avaient corrompu le jeune Gulstan devenu le complice de leurs brigandages, il courait avec eux les mers. Le bon pasteur se servit de Félix pour ramener cette brebis égarée. Touché des exemples et des discours du pieux solitaire d'Ouessant, depuis abbé de Ruis, il renonça à la cruelle profession que le scandale et la cupidité lui avaient fait embrasser. Il sut régner sur ses passions et expier ses erreurs par une sincère pénitence. La prière, les veilles, l'abstinence sévère du boire et du manger, une douceur inaltérable, une tendre charité remplacèrent une vie de désordres.
Ayant appris de son guide spirituel à vivre saintement dans la solitude, il alla le rejoindre à Ruis, pour se perfectionner dans la société des justes. II récitait avec ferveur, jour et nuit, les psaumes et les prières qu'il savait par cœur. A peine s accordait-il trois heures de repos, même dans une extrême vieillesse. Son empressement à soulager les malheureux le portait à solliciter sans cesse le Seigneur pour eux, et il en obtint une foule de guérisons miraculeuses, qui rendirent son nom célèbre. Il mourut le 25 novembre au commencement de l'onzième siècle. »

— Malo-Joseph de Garaby, Vie des bienheureux et des saints de Bretagne, pour tous les jours de l'année, 1839,

## Galerie

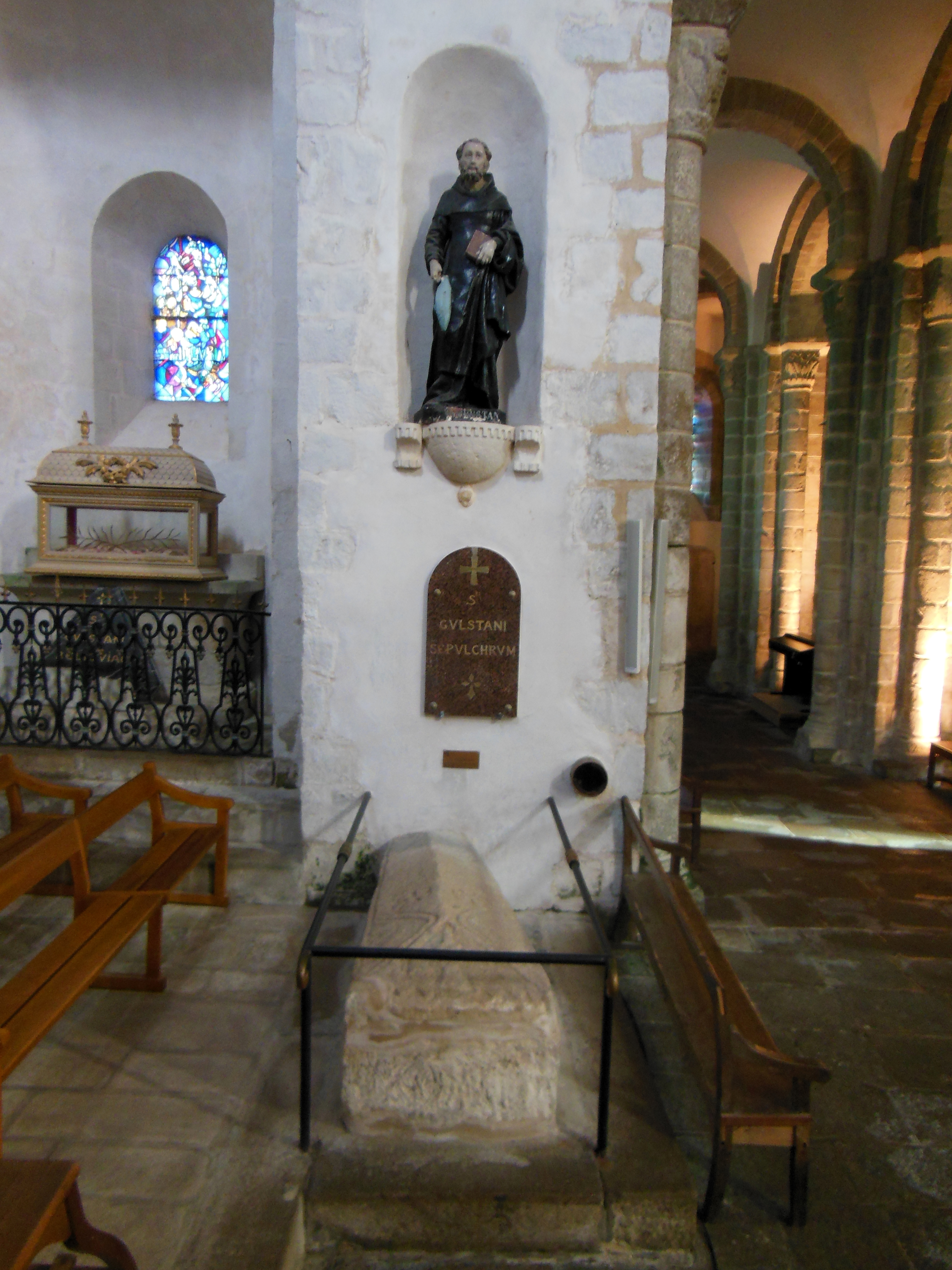
Statue et sarcophage de saint Goustan, abbaye Saint-Gildas de Rhuys.
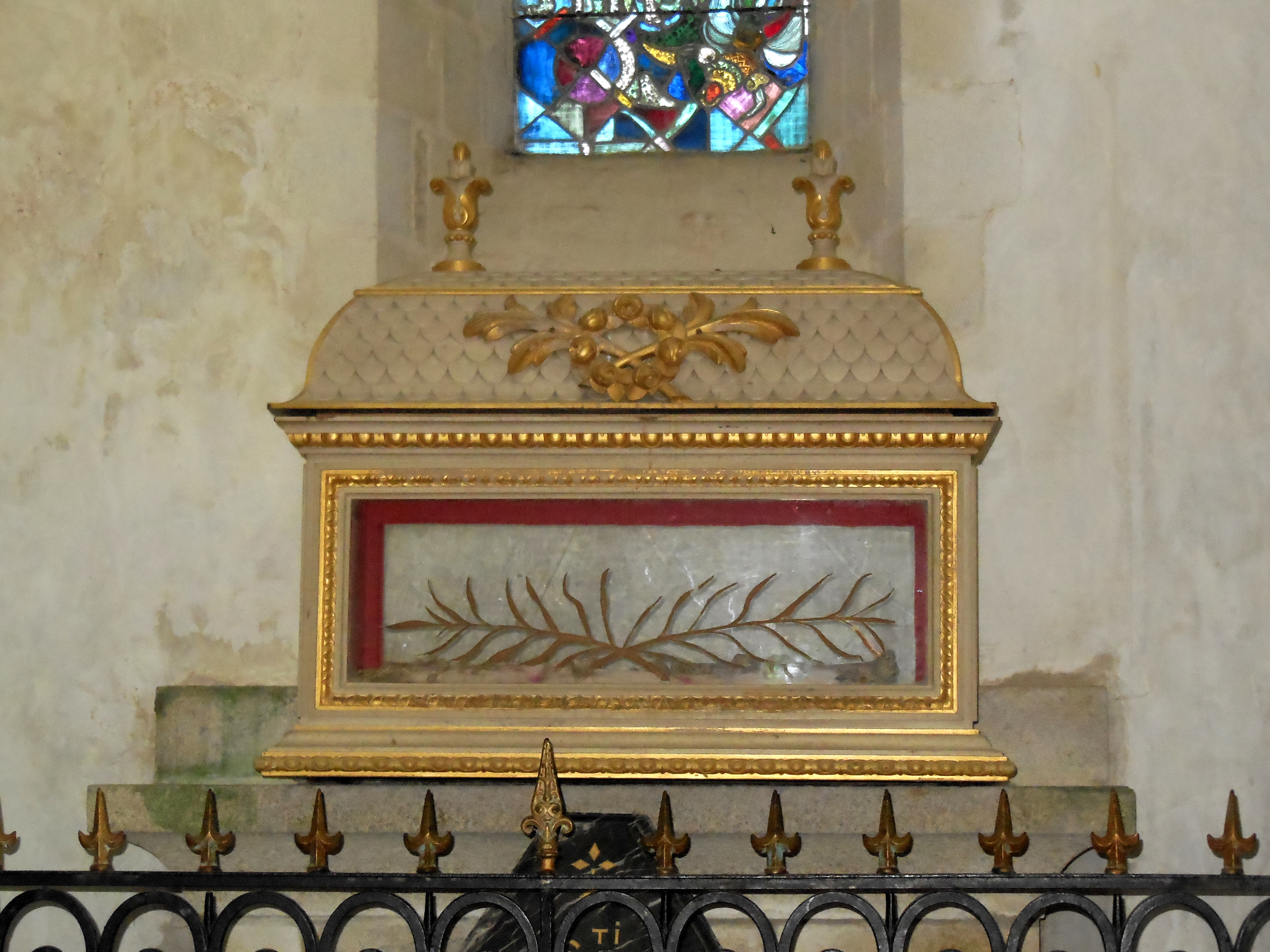
Reliquaire de saint Goustan, abbaye Saint-Gildas de Rhuys.
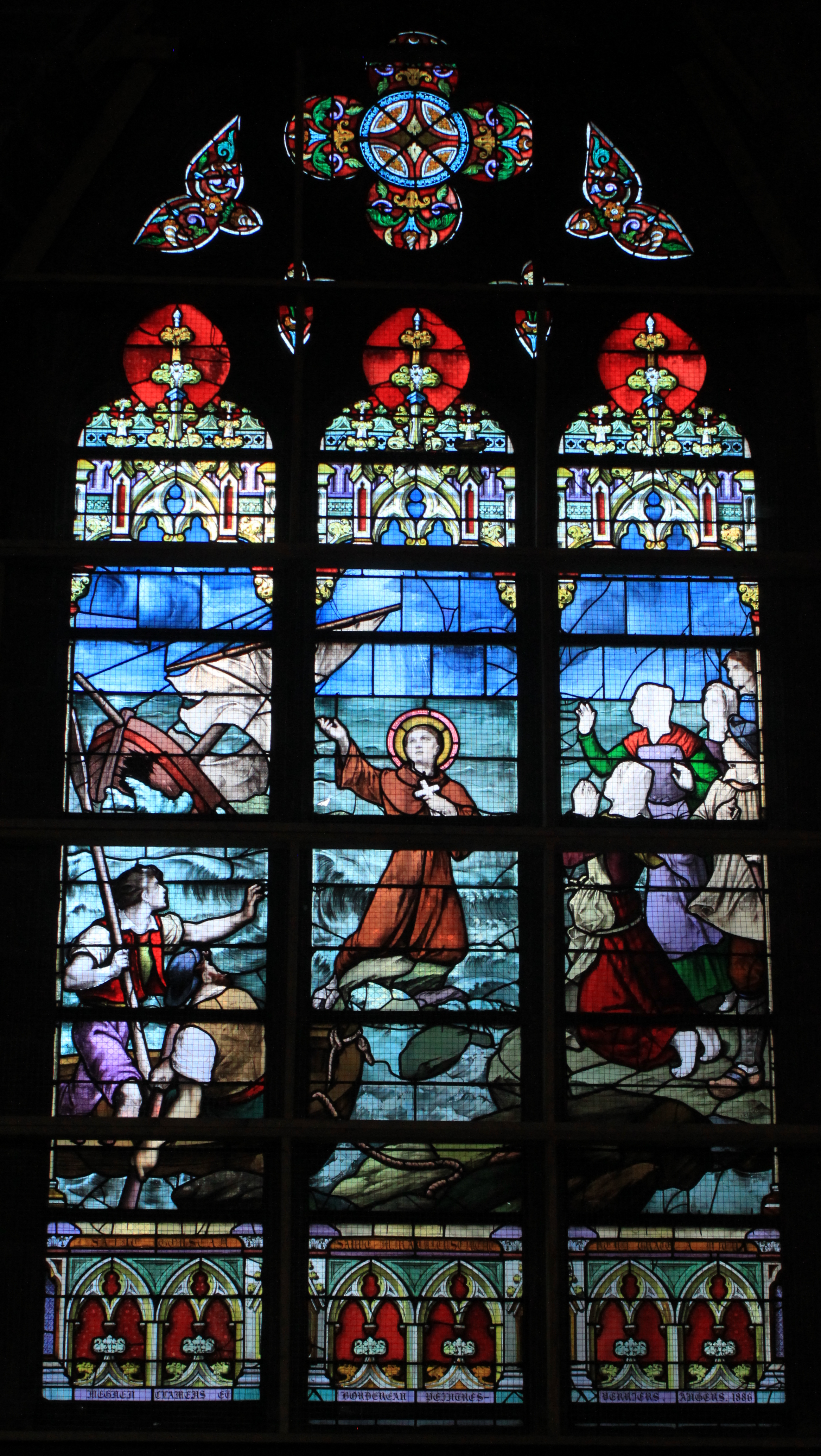
Vitrail de saint Goustan, église Notre-Dame-de-Pitié du Croisic.